# Christensonella acicularis
Christensonella acicularis är en orkidéart som först beskrevs av Herb. och John Lindley, och fick sitt nu gällande namn av Szlach., Mytnik, Górniak och Smisz. Christensonella acicularis ingår i släktet Christensonella och familjen orkidéer. Inga underarter finns listade i Catalogue of Life.